# Ma sœur est du tonnerre
Pour les articles homonymes, voir My Sister Eileen.
Pour plus de détails, voir Fiche technique et Distribution.
Ma sœur est du tonnerre (My Sister Eileen) est un film américain en Technicolor réalisé par Richard Quine, sorti en 1955.
Il s'agit du remake musical du film de 1942.

## Synopsis
Deux sœurs, Ruth Sherwood (Betty Garrett), sérieuse et drôle et Eileen Sherwood (Janet Leigh), charmante et attirante, débarquent de leur Ohio natal pour s'installer à New York. Ruth rêve d'être écrivain alors qu'Eileen aimerait devenir actrice. Elles cherchent la gloire, la fortune et un appartement à louer à Greenwich Village. Elles rencontrent alors « Papa » (Kurt Kasznar) qui leur loue un appartement censé être le moins cher de la ville et le plus ensoleillé mais qui est secoué à chaque passage du métro dès 6h00 du matin et dont le téléphone ne marche pas. Elles ne se laissent pas abattre par cet appartement atypique, et des voisins un peu trop collants, et partent à la conquête de la ville pour tenter de réaliser leurs rêves.

## Fiche technique
- Titre français : Ma sœur est du tonnerre
- Titre original : My Sister Eileen
- Réalisation : Richard Quine
- Scénario : Blake Edwards et Richard Quine, d'après la pièce éponyme de Joseph Fields et Jerome Chodorov et une histoire de Ruth McKenney
- Direction artistique : Walter Holscher (en)
- Costumes : Jean Louis
- Photographie : Charles Lawton Jr.
- Montage : Charles Nelson
- Son : Lambert Day
- Musique : George Duning et Jule Styne
- Chorégraphie : Bob Fosse
- Décorateur de plateau : William Kiernan
- Production : Fred Kohlmar
- Société de production : Columbia Pictures
- Pays :  États-Unis
- Format : couleur (Technicolor) - Son : 4-Track Stereo (magnetic prints) / Mono (optical prints)
- Genre : Film musical et comédie romantique
- Durée : 108 min
- Dates de sortie : 
  - États-Unis : 22 septembre 1955
  - France : 16 décembre 1955
- Affiche : Boris Grinsson (France)

## Distribution
- Janet Leigh (VF : Rolande Forest) : Eileen (Hélène en VF) Sherwood
- Jack Lemmon (VF : Serge Lhorca aux dialogues et Michel Roux au chant) : Robert « Bob » Baker
- Betty Garrett (VF : Camille Fournier) : Ruth (Claude en VF) Sherwood
- Robert Fosse (VF : Daniel Clérice) : Frank Lippincott, le gérant du bar
- Kurt Kasznar (VF : Serge Nadaud) : « Papa » Appopolous
- Richard York (VF : Gérard Darrieu) : Ted « Wreck » (Maxime « Max » en VF) Loomis
- Lucy Marlow : Helen, petite amie de Wreck
- Tommy Rall (VF : Michel Roux) : Chick (Chuck en VF) Clark
- Barbara Brown (VF : Hélène Tossy - 2de voix) : la mère d'Hélène
- Horace McMahon (VF : Pierre Morin) : l'agent de police Lonigan
- Henry Slate : le second ivrogne
- Hal March : Pete, le premier ivrogne

Acteurs non crédités
- Ken Christy (VF : Abel Jacquin) : Charlie, le sergent de police
- Richard Deacon (VF : René Bériard) : George, le réceptionniste
- Edna Holland (VF : Yvette Andréyor) : la surveillante de la prison
- Dayton Lummis (VF : Jean-Henri Chambois) : M. Wallace
- Alphonse Martell (VF : Pierre Morin) : le maître d'hôtel du restaurant
- Alberto Morin (VF : Jean-Henri Chambois) : M. Raul, le consul brésilien
- Queenie Smith : Alice, la secrétaire de Bob
- Billy Wayne (VF : Gérald Castrix) : M. Newbetter, le postier

## Autour du film
- L'ensemble de l'immeuble dans lequel vivent les sœurs Sherwood a été monté en studio. Le décor est surélevé car Ruth et Eileen vivent dans l'appartement du sous-sol (down ou basement apartment (en) en anglais) qui est secoué au passage du métro.
- Les scènes extérieures ont quant à elles été tournées dans Manhattan même, Greenwich Village et Washington Square, comme nous pouvons le voir dès l'ouverture du film.
- L'appartement en sous-sol peut rappeler au spectateur celui du film Nid d'amour (avec Marilyn Monroe). L'action se déroule également à Greenwich Village (Gramercy place / 4th street) et les nouveaux habitants de cet appartement font également face à des déconvenues.
- Betty Garrett avait déjà tourné à Times Square, quartier déjà très fréquenté et très emblématique à l'époque, dans le film Un jour à New York (en 1949).

## Numéros musicaux
- As soon as they see Eileen (Betty Garrett)
- Atmosphere (Chorus)
- Competition dance (Tommy Rall, Bob Fosse)
- Conga (Kurt Kasznar, Janet Leigh, Betty Garrett)
- Give me a band and my baby (Tommy Rall, Bob Fosse, Janet Leigh, Betty Garrett)
- I'm Great (Jack Lemmon)
- There's nothin' like love (Bob Fosse, Janet Leigh, Betty Garrett)